# Mol (Serbia)
Mol (cyr. Мол) – miasto w Serbii, w Wojwodinie, w okręgu północnobanackim, w gminie Ada. Leży w regionie Banat. W 2011 roku liczyło 6009 mieszkańców.